# Jane Hading

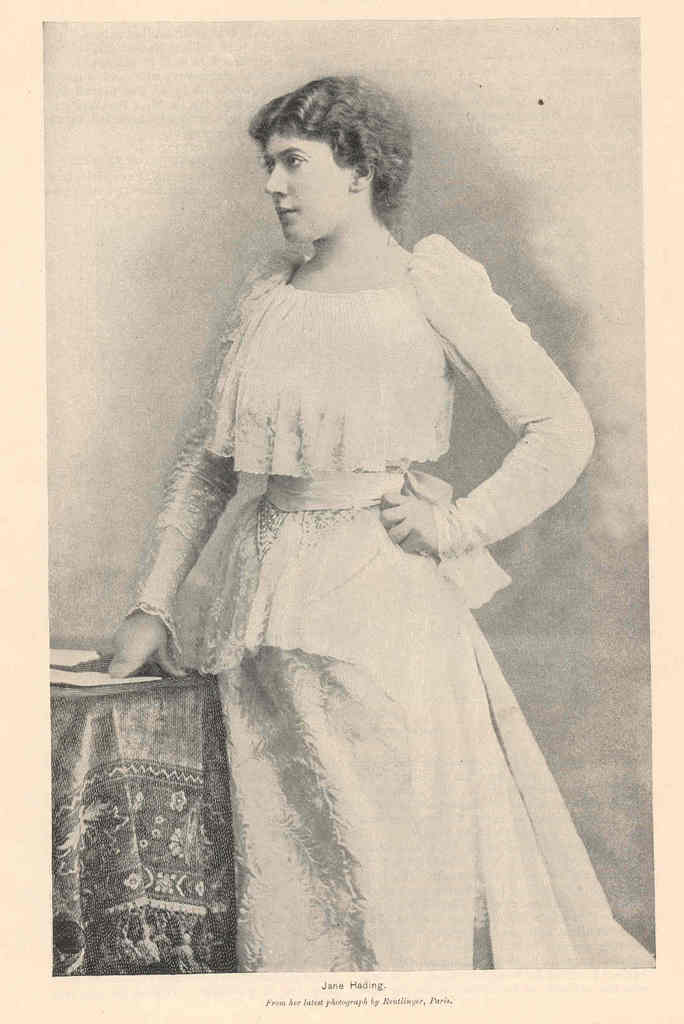
Jane Hading, fotografiada por Reutlinger en 1896.

Jeanne Alfredine Trefouret (Marsella, 25 de noviembre de 1859 - 1933), conocida como Jane Hading, fue una actriz francesa.
Nació en Marsella, donde su padre era actor en el Théâtre du Gymnase, e incluso llegó a hacer alguna que otra pequeña aparición en dicho teatro interpretando papeles de infante.
Completó su formación en el Conservatorio local, y en 1873 fue contratada por el teatro de Argel, donde debutó profesionalmente como actriz con una opereta, más tarde fue contratada por el teatro Khedivial en El Cairo, interpretando papeles de coquette, soubrette, e ingenua. Aumentó su popularidad gracias a su voz, y de regreso a Marsella cantó en operetas, además de actuar en el drama Ruy Blas de Victor Hugo.
En su debut en París en 1877 interpretó La Chaste Suzanne en el Palacio Real, actuando posteriormente en diversas operetas en Renaissance. En 1883 obtuvo un gran éxito en el Gymnase interpretando el papel de Claire en la obra Le Maitre des Forges de Georges Ohnet, impulsándola definitivamente a la fama. En 1884 contrajo matrimonio con Victor Koning (1842-1894), el director de dicho teatro, durando sólo tres años, pues en 1887 se divorciaron.
En 1888 realizó una gira por América junto con Benoît-Constant Coquelin, y a su regreso impulsó el éxito de la obra Prince d'Aurec de Henri Lavedan, interpretándola en el Vaudeville. Su reputación como una de las actrices más eminentes de su tiempo no sólo la consiguió en Francia, sino también en América e Inglaterra.
Entre las interpretaciones posteriores se incluyen Le Demi-monde, La Châtelaine de Alfred Capus, Retour de Jerusalem de Maurice Donnay, La Princesse Georges de Alejandro Dumas (hijo), y Plus que reine de Émile Bergerat.